# Longuyon
Longuyon là một xã trong vùng hành chính Lothringen, thuộc tỉnh Meurthe-et-Moselle, quận Briey, tổng Longuyon. Tọa độ địa lý của xã là 49° 26' vĩ độ bắc, 05° 36' kinh độ đông. Longuyon nằm trên độ cao trung bình là 218 mét trên mực nước biển, có điểm thấp nhất là 203 mét và điểm cao nhất là 389 mét. Xã có diện tích 29,70 km², dân số vào thời điểm 1999 là 5876 người; mật độ dân số là 197 người/km².